# Hiroshi Itagaki
Hiroshi Itagaki (板垣 宏志, Itagaki Hiroshi), né le 27 avril 1945 à Hokkaidō, est un coureur de combiné nordique et sauteur à ski japonais.

## Biographie
Représentant de l'Université Meiji et de l'entreprise Snow Brand Milk Products, il gagne deux médailles d'or à l'Universiade d'hiver de 1968 à Innsbruck.
En 1968, lors des Jeux olympiques de Grenoble, à Autrans, il a participé à l'épreuve du combiné, dont il s'est classé 10e, après avoir obtenu la deuxième place du concours de saut. Par la suite, il est devenu sauteur spécial, et c'est à ce titre qu'il a participé aux Jeux de 1972 et de 1976, avec une 19e place sur grand tremplin à Sapporo en 1972 comme meilleur résultat. Lors des Championnats du monde de Falun, en 1974, il s'est classé 32e sur grand tremplin.
Il a participé à la Tournée des quatre tremplins de 1971 à 1974. En janvier 1972, il rentra au Japon après les trois premières courses, comme le reste de l'équipe japonaise, pour préparer  les prochains Jeux olympiques. Lors des deux Tournées suivantes, il a obtenu la 9e place du classement général. Son meilleur résultat sur une étape de la Tournée est une 5e place à Bischofshofen le 6 janvier 1973. Dans les Championnats du monde de vol à ski de Kulm (Bad Mitterndorf) en 1975, il s'est classé 21e.
Hiroshi Itagaki est arrivé 3e sur tremplin normal aux Jeux du ski de Lahti le 4 mars 1973, ainsi qu'à Falun la même année, mais sur grand tremplin.